# Gennaro Manna
Gennaro Manna (ur. 12 grudnia 1715 w Neapolu, zm. 28 grudnia 1779 tamże) – włoski kompozytor.

## Życiorys
Kuzyn Cristofora, brat Giacinta. Uczył się w Conservatorio de S. Onofrio a Capuana w Neapolu u swojego wuja, Francesco Feo oraz u Ignazio Proty. Od 1744 roku był kapelmistrzem w służbie miasta Neapolu. W latach 1756–1761 uczył w Conservatorio di S. Maria di Loreto, a od 1761 roku pełnił funkcję kapelmistrza w kościele SS. Annunziata. W 1742 roku odniósł sukces w Rzymie swoją pierwszą operą Tito Manlio, która zapewniła mu powodzenie oraz zamówienia dla teatrów w różnych miastach włoskich.

## Twórczość
Należał do młodszego pokolenia szkoły neapolitańskiej. Domenę jego twórczości stanowiła opera seria oraz utwory religijne. Skomponował 18 oper, kantatę, 20 arii, 9 oratoriów, 12 mszy, trzy Te Deum, 14 lamentacji i ponad 100 mniejszych kompozycji o charakterze sakralnym.